# Франсиско Рекена-и-Эррера
Дон Франсиско Поликарпо Мануэль Рекена-и-Эррера (исп. Francisco Requena; 1743, Мерс-эль-Кебир, Алжир — 1824, Мадрид) — испанский военный инженер, участвовавший в демаркации испано-португальской границы в бассейне Амазонки в XVIII веке.

## Биография
Сын инспектора артиллерии. В марте 1758 года вступил кадетом в Оранский инженерный полк, в котором служил примерно 3 года. В феврале 1764 года прапорщиком-инженером был отправлен в Вице-королевство Перу (сейчас Панама). В июне 1765 года Рекена был произведен в лейтенанты. Занимался фортификационными работами, ему также было поручено строительство форта на берегу реки Баяно. К концу 1768 года вице-король поручил ему восстановить замок Сан-Ласаро в Картахена де Индиас.
После установленных законом пяти лет пребывания в Америке и получения королевского приказа о возвращении в Испанию в январе 1769 года в Картахене- де-Индиас вице-король, оценив способности Франсиско Рекены по созданию планов реки, города и порта Сантьяго-де-Гуаякиль со всеми необходимыми проектами для его укрепления оставил инженера в Америке. В июле 1774 г. он покинул город, но через 6 месяцев вернулся в Гуаякиль. Получил чин капитана в июне 1776 года.
В мае 1779 года Рекена был назначен временным губернатором провинции Майнас и первым комиссаром пограничной комиссии по демаркации испано-португальской границы в бассейне Амазонки. В качестве губернатора этого важного региона Амазонки оставил описание созданного там правительства Майнаса и Мисьонеса, на основании Предварительного договора о границах с 1777 по 1793 год, с которым в чине полковника вернулся в Испанию.
В октябре 1802 года произведён в фельдмаршалы.

## Память
- В его честь был назван город Рекена в Перу.
- Район и провинция Рекена региона Лорето.